# Paralcis intertexans
Paralcis intertexans är en fjärilsart som beskrevs av Louis Beethoven Prout 1916. Paralcis intertexans ingår i släktet Paralcis och familjen mätare. Inga underarter finns listade i Catalogue of Life.